# Hine e Hine
Hine e Hine is een kinderliedje uit Nieuw-Zeeland.
Het lied is geschreven tussen 1908 en 1916 door Fanny Rose Howie, die zich Te Rangi Pai Poata noemde. Het lied is geschreven in het Maori, de taal van de Maori's.
Hayley Westenra bracht het lied uit op haar album Pure.

## Songtekst
E tangi ana koe 

Hine e hine 

E ngenge ana koe 

Hine e hine 

Kati töpouri rä 

Noho i te aroha 

Te ngäkau o te Matua 

Hine e hine. 